# Москва (ракетний крейсер)
«Москва́» — радянський і російський ракетний крейсер проєкту 1164 (шифр «Атлант», англ. Slava class за класифікацією НАТО), який перебував на службі у 1982—2022 роках. Головний корабель своєї серії. Входив до складу Чорноморського флоту РФ і був його флагманом. У 2022 році під час повномасштабного вторгнення РФ до України знищений Збройними силами України.
Став широковідомим після атаки 24 лютого 2022 року на український гарнізон на острові Зміїний, коли на пропозицію українським воякам здатися корабель отримав відповідь «Русский военный корабль, иди на хуй».
13 квітня 2022 року ВМС України завдали по крейсеру удару двома крилатими протикорабельними ракетами Р-360 «Нептун» берегового протикорабельного комплексу РК-360МЦ «Нептун». Внаслідок отриманих ушкоджень та складних погодних умов він перекинувся та затонув. Ввечері 14 квітня затоплення «Москви» визнало Міноборони Росії.
Це було перше знищення корабля такого розміру в бою з 1982 року, коли британська субмарина HMS Conqueror потопила аргентинський крейсер «Генерал Бельграно» під час Фолклендської війни; а також найбільша втрата російського військового флоту з 1941 року, коли німецьке бомбардування зруйнувало лінкор «Марат».
В Україні крейсер отримав статус Об'єкту підводної культурної спадщини України № 2064.

## Історія

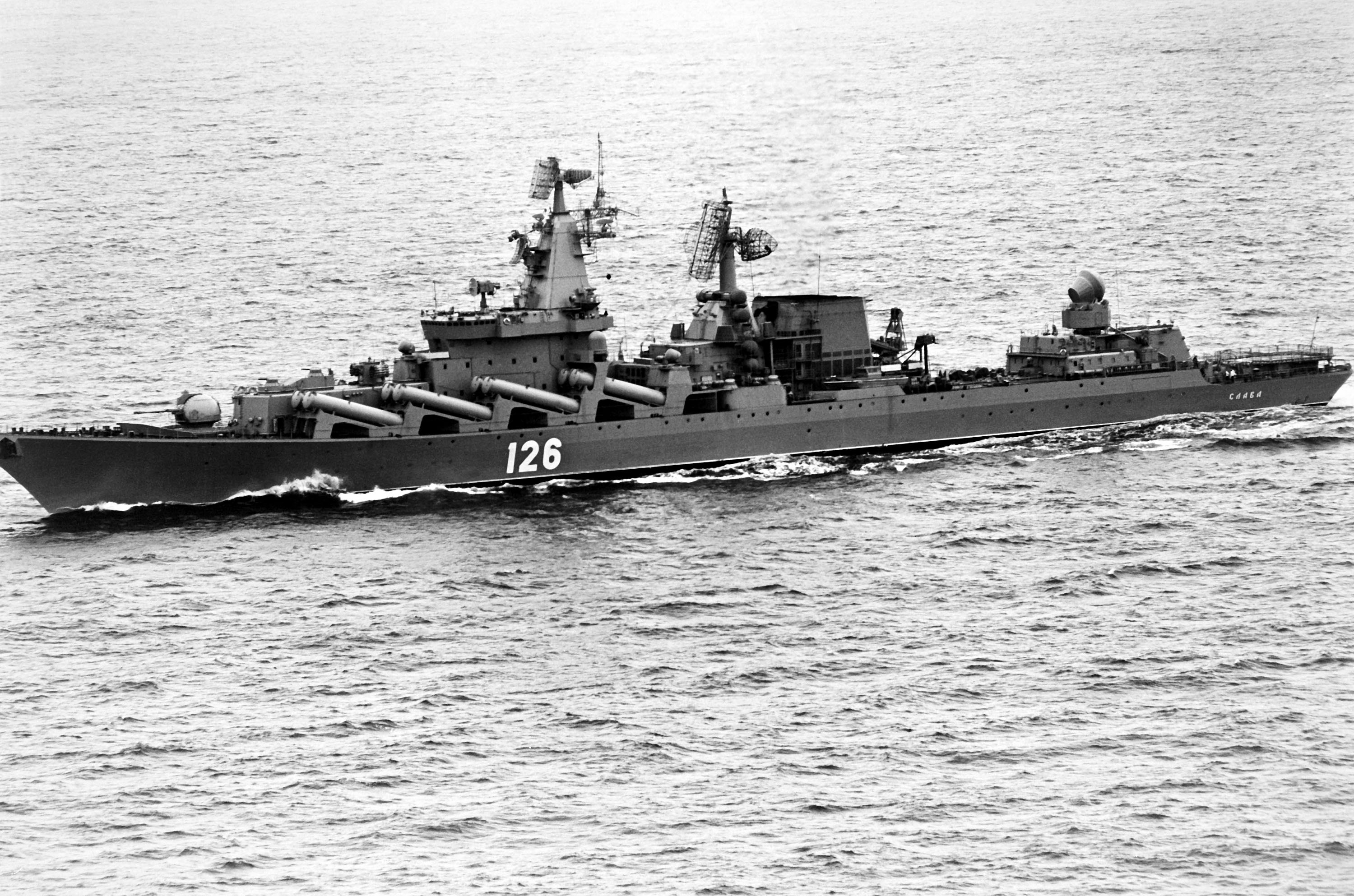
Корабель у 1994 році

Спущений на воду суднобудівним заводом імені 61 комунара в Миколаєві в 1979 році, увійшов до складу Чорноморського флоту СРСР у 1983 році. Головний корабель проєкту 1164 «Атлант». При закладці крейсер мав назву «Слава», але після списання протичовнового крейсера-вертольотоносця «Москва» проєкту 1123 «Кондор» у листопаді 1996 року успадкував його ім'я та став флагманом Чорноморського флоту Росії.

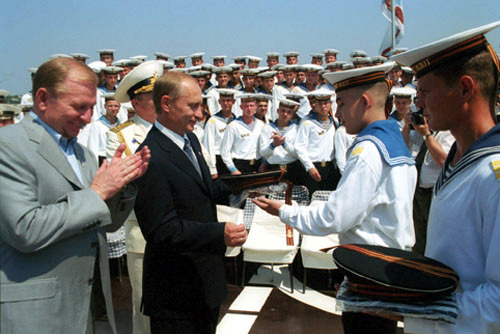
Кучма та Путін на борту крейсера, 2001

З лютого 2016 року корабель не виходив у море. У жовтні 2018 року стало відомо, що 13-й судноремонтний завод в окупованому Криму розпочав роботи з відновлення похідної готовності крейсера «Москва», причому роботи мали тривати від шести до восьми місяців. Завдання — повернути кораблю хід, про модернізацію не йшлося (у тому числі — через брак коштів). Проте контракт не був підписаний.
21 квітня 2020 року флагман Чорноморського флоту ВМФ Росії ракетний крейсер «Москва» став на доковий ремонт у окупованому Севастополі на захопленому ТОВ «Морський індустріальний комплекс». Українське підприємство станом на 2020 рік перебувало під окупаційним управлінням «Об'єднаної суднобудівної корпорації», яка є державною власністю Росії.

## Характеристики
Крейсер при довжині 186,4 метра, ширині 20,8 метра та осадці 8,4 метра мав водотоннажність 11,5 тисячі тонн. Корабель був здатний розвивати швидкість до 32 вузлів, а запас його ходу становив до восьми тисяч миль. До складу екіпажу «Москви» входили 510 осіб. Крейсер був озброєний артилерійською установкою АК-130, шістьма зенітними артилерійськими установками АК-630, вісьмома пусковими установками протикорабельних крилатих ракет П-1000 «Вулкан», вісьмома зенітними ракетними комплексами С-300Ф «Форт» і двома ЗРК Оса-МА, а також двома торпедними апаратами калібру 533 міліметри. На палубі «Москви» базувався вертоліт Ка-27.
На крейсері був встановлений комплекс далекого радіолокаційного огляду, призначений для виявлення повітряних та надводних цілей МР-800 Флаг.

## Бойове застосування

### Російсько-грузинська війна
У серпні 2008 року крейсер «Москва» брав участь у російсько-грузинській війні і перебував у територіальних водах Грузії. Під час боїв із ВМФ Грузії у корабель начебто навіть влучила ракета, однак підтверджень цьому надано не було.

### Громадянська війна в Сирії
У другій половині 2015 року крейсер очолював постійне оперативне з'єднання ВМФ Росії в Середземному морі, де своїми засобами ППО прикривав російську авіабазу «Хмеймім» в Сирії. Остання бойова служба була завершена в лютому 2016 року. Неодноразово заходив до українського севастопольського порту.

### Російсько-українська війна
З початку повномасштабного вторгнення Росії на територію України, крейсер діяв у районі острова Зміїний. Зокрема, разом із патрульним кораблем «Василь Биков» провів артилерійську підготовку острова перед висадкою російського десанту. При цьому став всесвітньо відомим завдяки фразі, отриманій ним від українських прикордонників, базованих на острові, у відповідь на вимогу здатись — «Русский военный корабль, иди на хуй!». До цієї видатної події, 12 квітня 2022 року, Укрпоштою була введена в обіг поштова марка, перший тираж якої став бестселером в Україні, та закордонних онлайн аукціонах тощо.
Зазвичай залишався на значній відстані від українського узбережжя, брав участь у регулярних показових імітаціях підготовки до висадки морського десанту, але через відсутність ракет для ураження наземних цілей безпосередньої участі в атаках не брав.

### Знищення крейсера «Москва»
Надвечір 13 квітня 2022 року в крейсер влучили дві ракети Р-360 «Нептун» берегового протикорабельного комплексу РК-360МЦ «Нептун» і він отримав значні ушкодження. Удар був у лівий борт, при цьому увагу корабля відволікав український БПЛА «Байрактар ТБ2». За даними, які згодом навели поранені російські матроси, евакуйовані з крейсера до Севастополя, спочатку «Байрактари» провели обстріл радарів, які внаслідок обстрілу були виведені з ладу, а вже після цього відбулася атака «Нептунами». 14 квітня 2022 року Міноборони Росії повідомило, що на крейсері сталася пожежа, здетонував боєзапас, корабель отримав серйозні пошкодження.
Як повідомляв «Osint UK» — сигнал SOS із російського військового корабля перестали подавати 14 квітня 2022 року приблизно о 01:05 за київським часом. Натомість російські джерела повідомляють, що саме о 01:05 подали сигнал SOS, а 54-х матросів врятувало турецьке судно.
У Чорному морі, після потоплення ракетного крейсера, загинув капітан 1-го рангу флагмана Чорноморського флоту РФ Антон Купрін, який брав участь 24 лютого 2022 року в нападі на острів Зміїний та погрожував українським військовослужбовцям ліквідацією. Тоді військовослужбовцям прикордонного загону поставили ультиматум і пригрозили вбивством, якщо прикордонники не складуть зброю та не відключать системи РЛС.
Внаслідок пошкоджень і пожежі, а також складних погодних умов флагман Чорноморського флоту нахилився на лівий борт і затонув. Про затоплення корабля повідомив представник Офісу Президента України Олексій Арестович. Натомість вдень 14 квітня 2022 року російське міноборони заявило, що пожежу на кораблі вдалося локалізувати, відкритого горіння нема, корабель зберігає плавучість і його планують відбуксирувати в порт. Пресслужба Оперативного командування «Південь» вдень повідомила, що внаслідок удару крилатими ракетами ворожий корабель отримав суттєві пошкодження. Виникла пожежа. Інші одиниці корабельного угруповання намагалися надати допомогу, але шторм і потужний вибух боєзапасу перекинули крейсер, і він почав тонути. Надвечір того ж дня Міноборони Росії заявило, що «під час буксирування в умовах шторму корабель втратив стійкість і затонув».
За відкритими даними служби Flightradar24 вдень 14 квітня 2022 року до Чорного моря прилетів американський розвідувальний БПЛА «RQ-4B Global Hawk» із позивним «FORTE10».
Так у Росії залишилося лише два кораблі цього проєкту: «Маршал Устинов» — на Північному флоті та «Варяг» — флагман Тихоокеанського флоту.
Крейсер «Москва» належав до числа шести найбільших кораблів російського флоту, є першим крейсером, потопленим за останні 40 років після аргентинського крейсера «Генерал Бельграно» (потоплений 2 травня 1982 року під час Фолклендської війни) та може змагатись із ним за титул найбільшого військового корабля, потопленого в результаті бою з часів Другої світової війни.
Серед одного з варіантів перебігу атаки названо й такий: БПЛА «Байрактар ТБ2» міг або відволікати увагу ППО крейсера на себе (аж до виконання ролі «жертовного пішака»), або ж виконував ідентифікацію цілі, розвідував її координати й наводив на неї береговий комплекс.
БПЛА міг відволікти увагу головної протиповітряної РЛС крейсера — 3Р41 «Волна» бортового комплексу С-300Ф «Форт». Але вона має кут огляду лише 180°. Покриття на 360° забезпечувала 3-координатна РЛС повітряного пошуку великої дальності МР-800 «Флаг» бортового ЗРК «Оса». Але цілком імовірно, що під час шторму він не зміг відрізнити ракети, які майже ковзають над поверхнею моря, від хвиль.
14 квітня 2022 року, о 10:00, 14 моряків із крейсера на швидкісному катері доставили до Севастополя, у тому числі начальника медичної служби корабля, де їх на причалі очікували машини швидкої допомоги, — доля 496 членів екіпажу невідома.
Наступної ночі РФ завдала ракетного удару по цеху та адміністративній будівлі українського заводу, що міг бути залучений до виробництва ракет «Нептун».
18 квітня 2022 року опублікувані фото та відеокадри з крейсером, який отримав пошкодження та накренився.
У червні 2022 року, за даними Головного управління розвідки України, стало відомо, що Росія відмовляється визнавати загиблими 27 членів екіпажу крейсера «Москва». Чиновники та спецслужби продовжують змушувати родини російських моряків приховувати інформацію про своїх загиблих на крейсері родичів. 27 членів екіпажу, серед яких 19 строковиків, вважаються зниклими безвісти. У Севастополі офіційно поховали лише мічмана Вахрушева. Ніби то він отримав такий наказ після вибухів на кораблі. Родичів загиблих моряків відмовляються приймати як у командуванні ВМФ РФ та командуванні чорноморського флоту, так і в органах влади та соціального забезпечення. Їх спрямовують до групи психологів, медиків та юристів яка була спеціально створена для приховування інформації про загиблих та зниклих безвісти окупантів-строковиків. Дізнавшись про бажання родичів оприлюднити інформацію про загиблих у ЗМІ до них додому та за місцем роботи приходять співробітники ФСБ та проводять «роз'яснювальну роботу» з погрозами про кримінальну відповідальність за розголошення державної таємниці.

Це найбільша втрата російського військового флоту починаючи з 1941-го року. Тоді німецьке бомбардування зруйнувало лінкор «Марат». 22 серпня 2022 року командувач військово-морських сил ЗСУ віцеадмірал Олексій Неїжпапа розповів, що російський крейсер «Москва» мав прикривати угруповання окупантів у Чорному морі, але такому класу кораблів місце не у морі, а в океані:
|  | Втрата Росією крейсера «Москва» має два значення. Перше значення — це корабль, який був задіяний для прикриття ППО угруповання окупантів, яке було створено там і призначення його було у тому, щоб закрити небо від наших повітряних сил. Але взагалі, з військової точки зору, цей крейсер призначений і цей клас кораблів називають «вбивцею авіаносців» — його стихія це океан, у Чорному морі такому кораблю робити нічого. Ну, вони його втратили. |

У грудні 2023 року Міністр оборони РФ Сергій Шойгу призначив нового командира крейсера "Москва" попри те, що корабель було знищено.
У березні 2025 року з матеріалу New York Times стало відомо, що керівництво США розгнівалося, дізнавшись, що ЗСУ потопили даний крейсер без попереджання та узгодженя. Крім того, Вашингтон був здивований, що Україна мала ракети для такого удару.

## У культурі

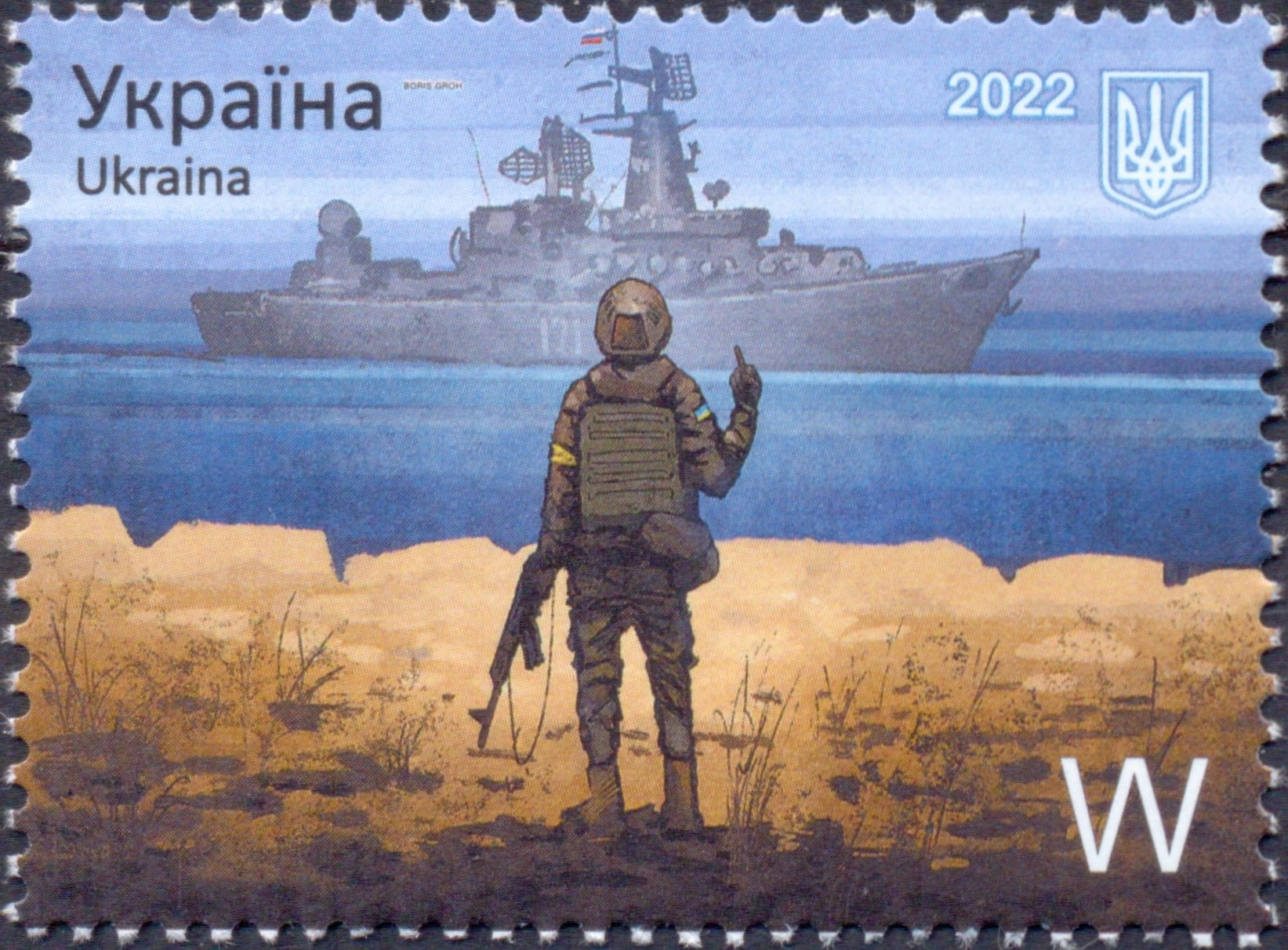
Пам'ятна поштова марка

Російський письменник Максим Шахов у 2011 році видав роман «Підірвати „Москву“» (рос. Взорвать «Москву»), де описав вигадану спробу українських сил знищити корабель.
Крейсер зображений на марці Укрпошти 2022 року, присвяченій захисникам острова Зміїного.
Через певні випадкові збіги між затопленням крейсера «Москва» і радянським мультфільмом «Скарби затонулих кораблів» 1973 року (де головні герої, піонери, називають символ «Z» символом, яким позначали фашистські кораблі), «Союзмультфільм» почав масово видаляти та блокувати «Скарби затонулих кораблів» на всіх своїх каналах.
У 2023 році Центральний військово-морський музей України музеїфікував крейсер «Москва» як об'єкт підводної культурної спадщини України № 2064 та відкрив інтерактивну експозицію, присвячену його потопленню під назвою «Отріцатєльноє всплитіє».

### Цікаві факти
У 1989 році на крейсері відбувся діалог між членами комітету у справах збройних сил Палати представників Конгресу США на чолі з Лісом Еспіном та Верховної Ради СРСР. Спогадами про той візит поділився конгресмен Білл Дікінсон:
…на «Славі», і в одній із дивізій Прикарпатського військового округу, звідки ми щойно прибули, радянські офіцери були дуже відверті, щирі з нами. Хочеться сподіватися, що й офіцери США дадуть відповідь тим же — відвертістю, відкритістю, доброзичливістю. Я побачив усе, що хотів, нічого від нас не приховували.
Крейсер «Слава» вражає. Його ракетна система «корабель— корабель», з якою нас ознайомили, дуже досконала. Але її ефективність багато в чому залежить і від людей, які керують нею. У всякому разі інформація, яку ми тепер маємо, допоможе нам у виробленні правильних рішень, у пошуку шляхів до роззброєння, у продовженні розпочатого діалога.